# Rudolf Wittkower
Rudolf Wittkower, né à Berlin en 1901 et mort le 11 octobre 1971 à New York, est un historien de l'art allemand.

## Biographie
Son père Henry Wittkower était un ressortissant anglais vivant en Allemagne. 
Rudolf Wittkower étudie d'abord l'architecture durant une année à Berlin puis l'histoire de l'art à Munich auprès de Heinrich Wölfflin, de nouveau à Berlin auprès d'Adolph Goldschmidt et, enfin à Rome comme assistant à la bibliothèque Hertziana que dirige alors Ernst Steinmann et où, jusqu'en 1927, il écrira plusieurs articles pour le Thieme-Becker (dictionnaire général d'artistes).
De retour à Berlin, il travaille à l'université de cette ville puis, en 1932, sur invitation, à celle de Cologne où il ne restera qu'une année puisqu'il quittera l'Allemagne pour Londres en 1933 au moment de la montée du nazisme. 
À Londres, il enseigne à l'Institut Warburg et à la Slade School of Fine Art. 
À dater de 1954, il séjourne aux États-Unis; il est professeur invité à l'Université Harvard, professeur au département Histoire de l'art et archéologie de l'Université Columbia, et professeur à la National Gallery of Art de Washington de 1969 à 1970. À l'université Columbia, sous sa direction (1956-1969), le budget annuel de son département passe de $50 000 à $600 000. Lorsqu'il enseigne à Cambridge, il chaperonne le travail d'Anthony Blunt (Cinq de Cambridge) à l'Insitut Warburg.
Il décède le 11 octobre 1971 d'une crise cardiaque à l'âge de 70 ans.

## Travaux
Rudolf Wittkower est l'auteur de plusieurs ouvrages relatifs à l'architecture et à la sculpture.
Dans son ouvrage Les principes de l’architecture à la Renaissance (1949), Wittkower recherche les influences néoplatoniciennes dans les principes architecturaux de Leon Battista Alberti et d’Andrea Palladio. Il met notamment en évidence la relation étroite entre l'architectonique de ces deux architectes et la théorie musicale de l'époque, elle-même réinspirée de l'antiquité et des principes pythagoriciens. Cet ouvrage est considéré comme majeur pour l'histoire de l'art en général.
Il étudie notamment la permanence des symboles et des thèmes dans l'Antiquité, au Moyen Âge et durant la Renaissance, et publie ses découvertes dans une série d’articles rassemblés dans l'ouvrage posthume Allegoria e migrazione dei simboli (1977).

## Autres fonctions
- Membre de la British Academy[1]
- Membre de l'Académie américaine des arts et des sciences[1]
- Membre du International Institute of Arts and Letters[1]
- Membre honoraire du Royal Institute of British Architects[1]

## Distinctions
- 1957: Médaille Serena décernée par la British Academy[1]

## Vie privée
Il se marie à Margot Holzmann en 1923.